# Fernande Barrey
Fernande Barrey (Saint-Valery-sur-Somme, 9 gennaio 1893 – Parigi, 14 luglio 1960) è stata una modella e pittrice francese.

## Biografia
Intorno al 1908 Fernande Barrey lasciò la Piccardia, sua regione nativa, per Parigi, dove iniziò a guadagnarsi da vivere come prostituta. Posò come modella per diversi pittori, tra cui Modigliani e Soutine, che la convinsero a studiare pittura e storia dell'arte presso la scuola di belle arti.
Nel marzo del 1917, al caffè La Rotonde di Montparnasse, incontrò l'artista giapponese Tsuguharu Foujita che si innamorò follemente di lei sposandola solo tredici giorni dopo. Nel 1918, per sfuggire alle bombe tedesche, la coppia si trasferì a Cagnes-sur-Mer dove Fernande trascorse un anno a dipingere, incontrando molti amici. Durante questo periodo, strinse amicizia con Jeanne Hébuterne, la fidanzata di Modigliani. Quando egli morì di tubercolosi nel 1920, Fernande tentò invano di consolarla, ma Jeanne, incinta di otto mesi, si suicidò.
Durante il 1925, la coppia ebbe una relazione molto aperta, entrambi con persone di ambo i sessi. Tuttavia, il pittore non perdonò mai Fernande per una storia d'amore avuta con suo cugino, il pittore Koyanagi. Per ripicca, egli rimase per tre giorni insieme all'artista belga Lucie Badoul (nota come Youki) durante i quali Fernande lo cercò disperatamente anche negli obitori parigini. Nel 1928, la coppia divorziò e lei visse con Koyanagi a Montmartre fino alla separazione nel 1935, quando Fernande riprese la relazione con Tsugouharu aiutandolo finanziariamente fino alla sua morte.
Fernande Barrey fu collegata alla famosa Miss Fernande, modella preferita del fotografo di nudo femminile Jean Agélou. Conosciamo il nome della modella di Jean Agélou grazie ad una sua cartolina, sul retro della quale troviamo la seguente menzione scritta a mano: "La mia foto nel 1912", firmata Fernande, seguita da un timbro che indica "Miss FERNANDE 7, passaggio dalle Fiandre, PARIGI". La data di nascita di Fernande Barrey potrebbe corrispondere a quella della modella di Jean Agélou, ma un confronto oggettivo del ritratto eseguito da Modigliani con gli scatti multipli di Jean Agélou (sicuramente intorno al 400) dissipa ogni dubbio: non sono la stessa persona. La modella di Agélou è in carne, di media statura, con spalle larghe e lunghi boccoli castani, mentre Fernande Barrey dipinta da Modigliani è magra, alta, ha le spalle spioventi e i capelli scuri corti con la frangetta. Anche l'ipotesi di un dipinto tardivo di una Miss Fernande che ha cambiato aspetto successivamente alle sue sessioni fotografiche non regge, in quanto, Miss Fernande, durante gli anni che passò negli studi, non ha mai smesso di ingrassare, al punto da offuscare seriamente la bellezza delle sue forme femminili. Come pittrice, espose le tele Josiane e Les Pêches al Salon d'Automne del 1929.